# MLS Cup 2012
De MLS Cup 2012 was de kampioenswedstrijd van het MLS seizoen 2012 dat werd gespeeld op 1 december 2012 in Home Depot Center in Carson tussen Houston Dynamo en Los Angeles Galaxy. Los Angeles Galaxy plaatste zich voor de groepsfase van de CONCACAF Champions League 2013/14 en Houston Dynamo voor de voorrondes daarvan. Los Angeles Galaxy prolongeerde zijn titel.

## MLS cup
Het Home Depot Center, de thuishaven van Los Angeles Galaxy, was voor de vijfde keer het stadion waarde MLS Cup werd gespeeld, na 2003, 2004, 2008 en 2001.

## Road to the final
| Western Conference   | Western Conference | Western Conference | Western Conference | Western Conference | Western Conference | Western Conference | Western Conference | Western Conference |
| Team                 | GP                 | W                  | L                  | T                  | GF                 | GA                 | GD                 | Pts                |
| -------------------- | ------------------ | ------------------ | ------------------ | ------------------ | ------------------ | ------------------ | ------------------ | ------------------ |
| San Jose Earthquakes | 34                 | 19                 | 6                  | 9                  | 72                 | 43                 | +29                | 66                 |
| Real Salt Lake       | 34                 | 17                 | 11                 | 6                  | 46                 | 35                 | +11                | 57                 |
| Seattle Sounders FC  | 34                 | 15                 | 8                  | 11                 | 51                 | 33                 | +18                | 56                 |
| Los Angeles Galaxy   | 34                 | 16                 | 12                 | 6                  | 59                 | 47                 | +12                | 54                 |

| Eastern Conference   | Eastern Conference | Eastern Conference | Eastern Conference | Eastern Conference | Eastern Conference | Eastern Conference | Eastern Conference | Eastern Conference |
| Team                 | GP                 | W                  | L                  | T                  | GF                 | GA                 | GD                 | Pts.               |
| -------------------- | ------------------ | ------------------ | ------------------ | ------------------ | ------------------ | ------------------ | ------------------ | ------------------ |
| Sporting Kansas City | 34                 | 18                 | 7                  | 9                  | 42                 | 27                 | +15                | 63                 |
| D.C. United          | 34                 | 17                 | 10                 | 7                  | 53                 | 43                 | +10                | 58                 |
| New York Red Bulls   | 34                 | 16                 | 9                  | 9                  | 57                 | 46                 | +11                | 57                 |
| Chicago Fire         | 34                 | 17                 | 11                 | 6                  | 46                 | 41                 | +5                 | 57                 |
| Houston Dynamo       | 34                 | 14                 | 9                  | 11                 | 48                 | 41                 | +7                 | 53                 |

## Wedstrijdgegevens
|                        |                                                                       |       |                |                                                                                    |
| 1 december 1:30 PM PST | Los Angeles Galaxy                                                    | 3 – 1 | Houston Dynamo | The Home Depot Center, Carson Toeschouwers: 30.510 Scheidsrechter: Silviu Petrescu |
| 1 december 1:30 PM PST | Omar Gonzalez 60' Landon Donovan 65' (pen.) Robbie Keane 90+4' (pen.) |       | 44' Calen Carr | The Home Depot Center, Carson Toeschouwers: 30.510 Scheidsrechter: Silviu Petrescu |